# 琅井文庙
琅井文庙，即琅盐井直隶提举司文庙，位于云南省楚雄州禄丰市妥安乡琅井村琅井小学归园内，始建于明天启二年（1662年）。琅井文庙坐东北朝西南，原建筑仅存魁星阁、两庑和照壁。魁星阁始建清康熙四十九年（1710年），雍正二年（1724年）重修，后又多次维修，为三重檐八角攒尖顶木结构建筑，面阔三间10.6米，进深三间10.1米，通高15.5米，一、二层平面呈方形，三层呈八边形。魁星阁前有清康熙四年（1665年）《学宫碑记》一通。2005年8月23日，“琅井魁阁楼”被公布为第二批楚雄州文物保护单位。